# Luftangriffe auf Bad Friedrichshall
Die Luftangriffe auf Bad Friedrichshall gegen Ende des Zweiten Weltkriegs führten zu Zerstörungen in der württembergischen Stadt Bad Friedrichshall im Landkreis Heilbronn. Mit unter 30 % war die Stadt, im Vergleich mit den anderen Gemeinden der Umgebung, nur gering zerstört.

## Bedeutung als Angriffsziel
Das Salzbergwerk Bad Friedrichshall wurde durch die Ernst Heinkel Flugzeugwerke für die bombensichere Herstellung von Flugzeugturbinen beansprucht. Im Bergwerk wurden Zwangsarbeiter beschäftigt, für welche Barackenlager im Plattenwald errichtet wurden. Die SS errichtete für die für den Aufbau und Betrieb der Turbinenherstellung eingesetzten KZ-Häftlinge das KZ Kochendorf als Außenlager des KZ Natzweiler-Struthof unter der Tarnbezeichnung Eisbär, in welchem die ersten Häftlinge im September 1944 eintrafen.
Zudem war der ehemalige württembergisch-badische Grenzbahnhof Bad Friedrichshall-Jagstfeld, heute Bad Friedrichshall Hauptbahnhof, bereits ein wichtiger Eisenbahnknotenpunkt für Personen- und Güterverkehr.

## Luftangriffe

### 8. November 1944
Am 8. November 1944 traf eine Bombe das Bahngleis der Unteren Kochertalbahn nahe der Kocherbrücke zwischen Bad Friedrichshall und Oedheim. Der Zugverkehr konnte jedoch fortgeführt werden.

### 24. Dezember 1944
Am Weihnachtstag 1944 wurde Bad Friedrichshall erneut Ziel eines alliierten Luftangriffes. Dieser sollte auf die Kocherbrücke erfolgen. Ein feindlicher Bomberverband warf zirka 100 Sprengbomben ab. Die Brücke blieb jedoch unversehrt, stattdessen wurden einige Häuser getroffen; 8 Menschen wurden getötet, 30 verwundet. Die Sebastianskirche wurde beschädigt.

### 27. Dezember 1944
Jagdbomber beschossen am 27. Dezember 1944 einen Personenzug auf der Eisenbahnbrücke in Bad Friedrichshall. Bei diesem Angriff gab es mehrere Tote und Verletzte.

### 2. Februar 1945
Feindflugzeuge griffen mehrmals die Eisenbahnbrücke zwischen Bad Friedrichshall und Bad Wimpfen an. Am 2. Februar 1945 wurde die Brücke jedoch nicht getroffen und die Sprengkörper fielen in die daneben liegenden Häuser. Bei diesem Angriff kamen 16 Menschen ums Leben, einige Gebäude wurden schwer beschädigt.

### 19. März 1945
Der Bad Friedrichshaller Hauptbahnhof, damals Bahnhof Bad Friedrichshall-Jagstfeld, wurde am 19. März 1945 zum Ziel eines alliierten Bombenangriffes. Das Empfangsgebäude des württembergisch-badischen Grenzbahnhofes und wichtigen Eisenbahnknotens für Personen- und Güterverkehr brannte vollständig aus.

### Ende März 1945
Der Versuch, die Eisenbahnbrücke über den Kocher zu zerstören scheiterte bei zwei Angriffen Ende März 1945 nur knapp. Ein Bomberverband warf zirka 200 Bomben ab. Da jedoch kein Brückenpfeiler voll getroffen wurde, konnte die Brücke schnell wieder instand gesetzt werden. Die daneben verlaufende Salzbahn-Brücke erlitt jedoch einen Totalschaden.

### 7. April 1945
Durch mehrere Luftangriffe und Artilleriebeschuss wurde Bad Friedrichshall-Hagenbach schwer beschädigt; 40 Gebäude wurden zerstört.

### 9. und 10. April 1945
Die Sebastianskirche wurde am 9. und 10. April 1945 Ziel eines Luftangriffes. Bei Kampfhandlungen von heranrückenden amerikanischen Truppen wurde die Kirche durch Artillerie in Brand geschossen. Löschversuche eines Pfarrers waren vergeblich. Dieser wurde schwer verletzt, die Kirche brannte bis auf die Grundmauern nieder.
Bei den Luftangriffen im April 1945 wurden auch Gelände ortsansässiger Firmen, wie beispielsweise die Glockengießerei Bachert, zerstört.